# Žejane
 (décembre 2023).
Si vous disposez d'ouvrages ou d'articles de référence ou si vous connaissez des sites web de qualité traitant du thème abordé ici, merci de compléter l'article en donnant les références utiles à sa vérifiabilité et en les liant à la section « Notes et références ».
Žejane -- Žejan en croate d'Istrie, Jeiani ou Jeiăn en istro-roumain, est un village au nord-est de l'Istrie en Croatie.
Au recensement de 2001, le village  comptait 141 habitants.
Ceux-ci envoient tous les ans des participants au festival des Zvončari.

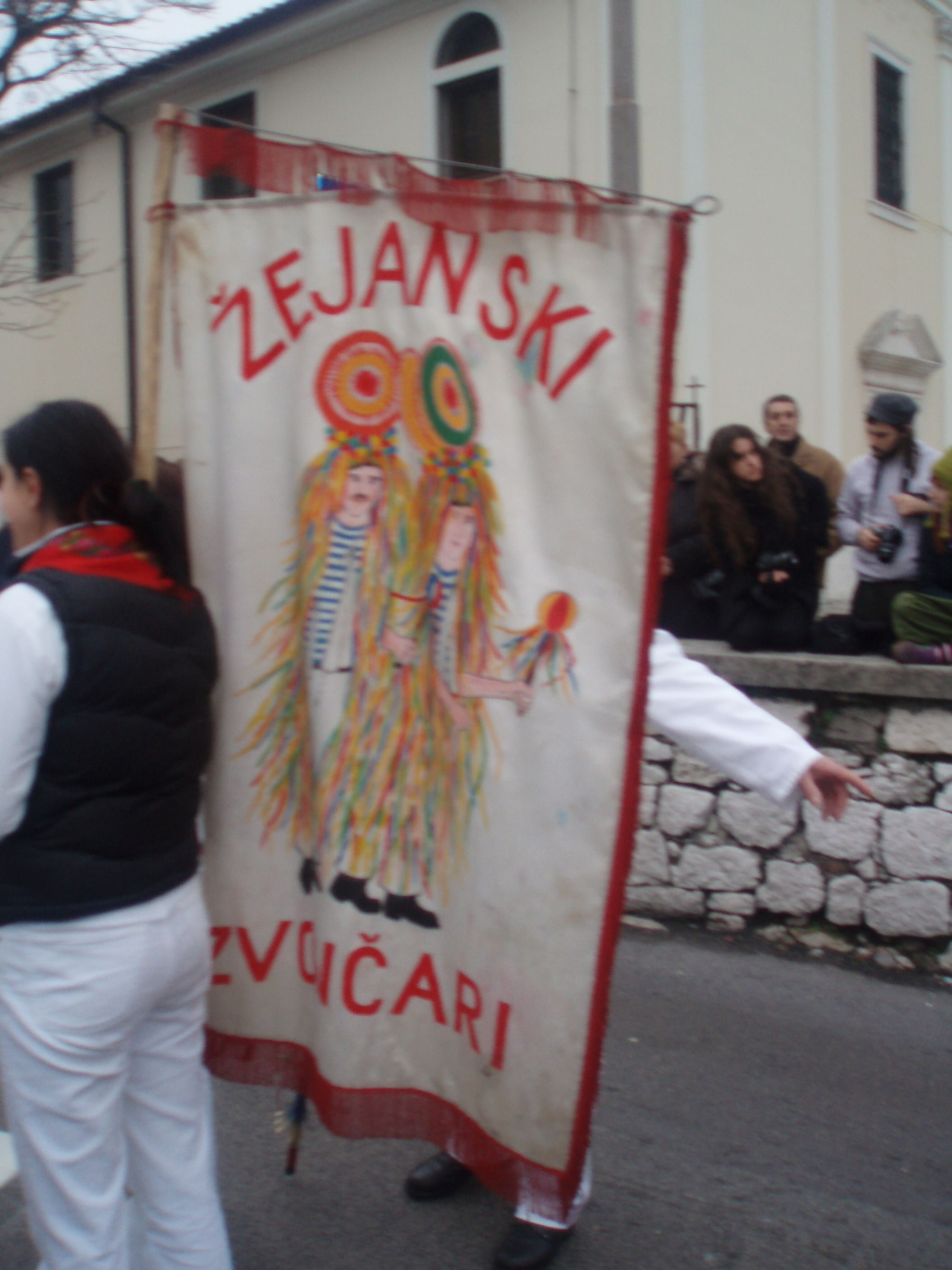
La bannière des Zvončari

## Situation
Žejane se trouve à 14 km au nord-ouest d'Opatija,  la ville la plus proche, sur le flanc nord  du mont Ćićarjia (Ciceria en italien), à 4 km au nord du sommet de Šije, et à 3 km au sud-est du village de Mune.
S'il appartient géographiquement à l'Istrie, le village et la municipalité de Matulji à laquelle il appartient se trouvent dans le Comitat du Primorje-Gorski Kotar

## Histoire
Žejane a été fondé au début du XVe siècle par des bergers valaques originaires de l'île de Krk.
L'élevage des ovins  est tombé en désuétude,  et aujourd'hui la plupart des habitants de Žejane sont âgés.
L'église catholique saint-André (Sveti Andrija en croate) a été construite en 1990.

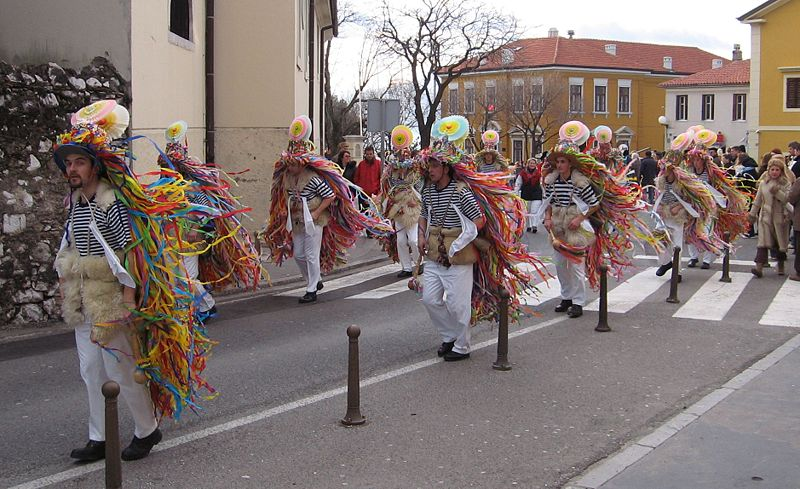
Le carnaval des Istro-Roumains de Žejane à Rijeka en 2006

## Démographie
| Nombre d'habitants suivant les années | Nombre d'habitants suivant les années | Nombre d'habitants suivant les années | Nombre d'habitants suivant les années | Nombre d'habitants suivant les années | Nombre d'habitants suivant les années | Nombre d'habitants suivant les années | Nombre d'habitants suivant les années | Nombre d'habitants suivant les années | Nombre d'habitants suivant les années | Nombre d'habitants suivant les années | Nombre d'habitants suivant les années | Nombre d'habitants suivant les années | Nombre d'habitants suivant les années | Nombre d'habitants suivant les années |
| ------------------------------------- | ------------------------------------- | ------------------------------------- | ------------------------------------- | ------------------------------------- | ------------------------------------- | ------------------------------------- | ------------------------------------- | ------------------------------------- | ------------------------------------- | ------------------------------------- | ------------------------------------- | ------------------------------------- | ------------------------------------- | ------------------------------------- |
| 1857                                  | 1869                                  | 1880                                  | 1890                                  | 1900                                  | 1910                                  | 1921                                  | 1931                                  | 1948                                  | 1953                                  | 1961                                  | 1971                                  | 1981                                  | 1991                                  | 2001                                  |
| 505                                   | 546                                   | 531                                   | 565                                   | 601                                   | 596                                   | 547                                   | 540                                   | 511                                   | 494                                   | 383                                   | 379                                   | 250                                   | 189                                   | 141                                   |

## Istro-roumain

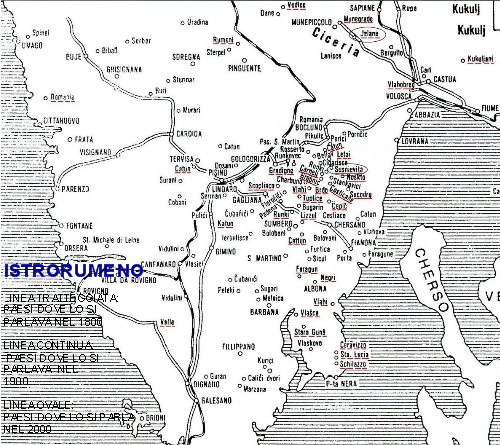
Carte de l'Istrie signalant les implantations istro-roumaines (au nord-est et au centre-est)

Žejane est désormais le seul village du nord de l'Istrie  où l'on parle encore po jeiånschi, dans l'une des deux variantes du parler valaque d'Istrie ou istro-roumain, comme l'appellent encore les linguistes.  
Latinophones, la majorité des Istro-roumains ont été contraints de quitter l'Istrie pour l'Italie peu de temps après la Seconde guerre mondiale, à la suite de l'annexion de l'Istrie par la Yougoslavie. 
Leur nombre s'est aussi réduit du fait de l'assimilation par les nationalités environnantes, italienne ou croate.
Les Valaques d'Istrie étaient connus comme bergers,  mais aussi comme charbonniers, vinaigriers  et colporteurs.
On suppose qu'ils s'étaient établis en Istrie dès le XIIe siècle, puisqu’un certain Radul est mentionné en tant que prince d’Istrie et que Radul est un prénom roumain. 
Cependant, les premières attestations documentaires de cette population datent de 1329, lorsque des chroniques serbes parlent de Valaques vivant dans cette région. Cela suggère que les Istro-roumains habiteraient l’Istrie depuis le XIVe siècle ou même avant. 
Certains historiens et linguistes roumains et croates supposent que les Valaques d'Istrie  sont venus de Transylvanie il y a près de 1000 ans ; d'autres, qu'ils ont fui leurs terroirs d'origine (de Romanija Planina, Vlašić et autres Vlašina) devant les invasions turques.